# دومبيير-سور-شالارون
دومبيير-سور-شالارون (بالفرنسية: Dompierre-sur-Chalaronne)‏ هي بلدية فرنسية تقع في إقليم الآن في فرنسا. رمز إنسي لها هو:1146. أما الرمز البريدي لها فهو: 1400.